# Trận sông Neva
Trận sông Neva (tiếng Nga: Невская битва, Nevskaya bitva, tiếng Thụy Điển: slaget vid Neva) xảy ra giữa quân đội Cộng hòa Novgorod và quân Thụy Điển trên sông Neva, gần khu định cư Ust-Izhora vào ngày 15 tháng 7 năm 1240. Quân Thụy Điển đã xâm lược Novgorod có lẽ là để giành quyền làm chủ cửa sông Neva và thành phố Ladoga để lấy thế mà chiếm đoạt phần quan trọng nhất của Con đường buôn bán từ người Varangoi đến người Hy Lạp (Put iz varyag v greki), vốn đã nội thuộc xứ Novgorod trong suốt hơn 100 năm. Trận đánh này là một phần của các cuộc chiến tranh Thụy Điển-Novgorod thời Trung Cổ.